# Haroldo Lima
Haroldo Borges Rodrigues Lima (Caetité, 7 de octubre de 1939 - Salvador, 24 de marzo de 2021) fue un político brasileño afiliado al Partido Comunista de Brasil (PCdoB).

## Biografía
Hijo de Benjamín Teixeira Rodrigues Lima y la profesora Adelaide Borges Rodrigues Lima, Haroldo Lima, nació en Caetité, Bahía. Pertenece a la familia tradicional Caetité-descendiente del Barón de Caetité y primer gobernador electo del Estado de Bahía, dr. Joaquim Manoel Rodrigues Lima.
En 1958 ingresa a la carrera de Ingeniería Eléctrica en la Universidad Federal de Bahía, donde lucha en movimientos estudiantiles como la Juventud Universitaria Católica, Unión de Estudiantes de Bahía (UEB) y la Unión Nacional de los Estudiantes en esta última junto al caetiteense Oliveiros Guanais.
Entre 1961 y 1963, participó en el grupo formado por Herbert José de Souza, Betinho, Aldo Arantes y otros, quienes fundaron la Ação Popular (AP), movimiento armado revolucionario que luego se opuso al régimen militar.
Trabajó durante un tiempo en la Compañía de Electricidad del Estado de Bahía Coelba, de la que salió entre 1967 y 1968, para dedicarse al activismo político en la clandestinidad, condición en la que permanecería durante diez años. Poco después, su esposa Solange Silvany Rodrigues Lima sería detenida y condenada, en el primer caso de mujeres presas políticas en Bahía, durante el régimen militar.
Al momento de la promulgación del AI-5, en noviembre de 1968, trabajaba como jornalero en el campo, en la microrregión de Ilhéus-Itabuna, en Itabuna y Buerarema. Su misión era organizar políticamente a los trabajadores rurales para combatir el régimen.
En 1969 se traslada a São Paulo, donde coordina la Comisión Nacional Campesina de la Autoridad Palestina. En esta condición, viaja prácticamente por todo Brasil, con el objetivo de elegir futuras áreas de guerrilla.
En marzo de 1971, AP adoptó formalmente el leninismo y se autoproclamó partido con el nombre de Acción Popular Marxista-Leninista (APML). Entre 1971 y 1972, participó en el núcleo principal de discusiones políticas e ideológicas que resultaron en la incorporación de la Ação Popular Marxista Leninista do Brasil al Partido Comunista de Brasil.
Haroldo se incorpora al Comité Ejecutivo del Comité Partido Comunista de Brasil (PCdoB), que tenía como director principal a João Amazonas, y se incorpora al Comité de Organización del Partido. En ese momento, todos los esfuerzos del partido estaban dirigidos a apoyar a la guerrilla de Araguaia, que comenzó en abril de 1972.
El 15 de diciembre de 1976, el aparato donde una reunión del Comité Central del PC do B, en el barrio de Lapa, en São Paulo, fue invadido por la represión. En el episodio, que se conoció como "Masacre de Lapa", fueron asesinados Ângelo Arroyo, Pedro Pomar y João Batista Drumond, y fueron detenidos Haroldo Lima, Aldo Arantes, Elza Monnerat, Vladimir Pomar y Joaquim Celso de Lima.
A la prisión le siguió la tortura, denunciada por Haroldo en los tribunales militares, tras lo cual pasó casi tres años entre la prisión de Barro Branco en São Paulo y la prisión de Lemos Brito en Salvador. Con el inicio del proceso de apertura política, Haroldo fue liberado en 1979, por amnistía política.
En 1981 fue nuevamente detenido, acusado de haber articulado un gran "break-break" de buses urbanos, en protesta por el aumento del precio de los boletos de bus en Salvador.

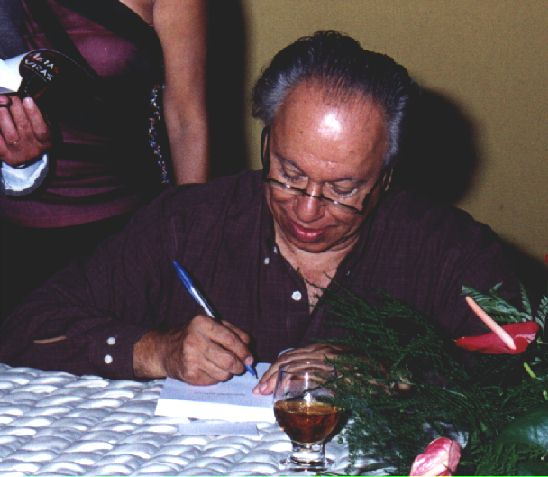
Libro de autógrafos en sesión de la Academia Caetiteense de Letras.

En ese momento, se unió a Rômulo Almeida, Waldir Pires, Francisco Pinto, Élquisson Soares y otros para fundar el PMDB en Bahía, en cuyo interior Haroldo, junto a Francisco Pinto y Elquisson, organizaron la "Tendencia Popular" del PMDB. El PC do B comienza a actuar políticamente de esta forma, debido a las leyes discrecionales aún vigentes. El presidente del PMDB, Ulisses Guimarães, conocía y apoyaba la actividad de los comunistas dentro del PMDB.
Por este amplio frente político que era el PMDB, Haroldo Lima fue elegido diputado federal en 1982, siendo uno de los más votados en Salvador, con aproximadamente 30 mil votos en esa capital. Con la legalización de los partidos de izquierda en 1985, Haroldo Lima puede unirse oficialmente al PCdoB.
Fue diputado federal constituyente en 1988, ganando notoriedad por su pelea con el portugués brasileño naturalizado José Lourenço, representante de la derecha y líder del PFL, quien lo acusó de ser el "brasileño Enver Hoxha".
Haroldo denunció, desde la plataforma, que Gorbachov era un "traidor al socialismo", llamó a una asamblea "democrática y progresista". Fue elegido, en este mandato, con un expresivo voto de 40 mil votantes -que nunca se repitió- bajo la consigna " Poniendo a romper en la Constituyente". Presentó unas 1.200 enmiendas al proyecto de Constitución, logrando aprobar varias de ellas. Recibió una puntuación de 10 de la DIAP y el diario Folha de S. Paulo lo colocó entre los 40 electores más destacados.
En el Congreso Nacional criticó las políticas neoliberales, que incluían el desmantelamiento de las estructuras estatales y la minarquía, la privatización de empresas estatales estratégicas, la ruptura de los monopolios constitucionales. También criticó el comercio abierto sin criterio y advirtió de los riesgos de la inserción de Brasil en la economía globalizada en condiciones desfavorables para el país.
Fue derrotado en la elección al Senado Federal en 2002, siendo nombrado director general de la ANP, en el gobierno de Lula. La Agencia ha sido criticada, en particular por el movimiento sindical, por continuar las licitaciones, iniciadas en la era FHC, destinadas a la exploración de bloques petroleros brasileños por empresas privadas. En 2011 se le otorgó el título de Ciudadano Meritorio de la Libertad y la Justicia Social João Mangabeira, que se otorga a brasileños reconocidos como dedicados a causas nobles, humanas y sociales que han resultado en el desarrollo político y socioeconómico de Brasil, de manera significativa mejorar la vida de las personas.
Dejó el cargo en diciembre de 2011. El cargo fue ocupado temporalmente por el director Florival Rodrigues de Carvalho. En marzo de 2012, la presidenta Dilma Rousseff nombró a Magda Chambriard para cubrir la vacante de directora general.
Tras dejar la ANP, Haroldo fue consultor de la petrolera HRT, fundada en 2008 por ex empleados de Petrobras.
Haroldo Lima contrajo COVID-19 a principios de marzo y fue ingresado en el hospital de Salvador durante dos semanas, falleció el 24 de marzo de 2021.

## Anuncio controvertido
El 14 de abril de 2008, durante el IV Seminario de Petróleo y Gas Natural promovido por FGV, en Río de Janeiro, Haroldo Lima habló sobre el posible descubrimiento del tercer campo petrolero más grande del mundo, en la Cuenca de Santos.
El megacampo estaría ubicado en el conocido como Carioca, o BM-S-9 y sería cinco veces más grande que el megacampo Tupi, con reservas de alrededor de 33 mil millones de boe (barriles de petróleo equivalente). BM-S-9 es operado por el consorcio formado por Petrobras, que posee el 45% del campo, BG Group, con el 30%, y Repsol, con el 25%. "Sería el mayor descubrimiento realizado en el mundo en los últimos 30 años y también sería el tercer campo más grande del mundo en la actualidad", según Lima, citando un informe de la revista estadounidense "World Oil" en febrero de 2008.
El hecho desató protestas por parte de la CVM, según la cual el anuncio no estaría a cargo de la ANP sino de la propia Petrobrás, tras informar a la CVM, ante el impacto de la noticia en el valor de las acciones de la empresa.
El director de Exploración y Producción de Petrobras, Guilherme Estrella, relativiza la noticia de "World Oil". Según él, es una "corazonada de revista" y las pistas de revistas o bancos no son relevantes; Se necesitarán al menos tres meses para evaluar el tamaño de la reserva.
Ante la repercusión del caso, la ANP publicó una nota sobre el hecho y el Ministerio Público Federal anunció que investigará si la divulgación de la información fue ilegal o causó daños a la propiedad.